# Brazilieni
Brazilienii (în portugheză brasileiros, AFI: [bɾɐ̞ziˈlejɾus]) sunt un popor din America de Sud care locuiește predominant în Brazilia. Brazilian este orice persoană născută în Brazilia, dar și persoanele născute în afara țării din părinți brazilieni, sau cetățeni străini care au obținut cetățenie braziliană.

## Definiție
Conform Constituției Braziliei, un cetățean brazilian este:
- Orice om născut în Brazilia, chiar și din părinți străini. Totuși, dacă părinții străini erau în serviciul altui stat (cum ar fi diplomații), copilul nu este brazilian;
- Orice om născut în afara Braziliei dintr-un tată sau o mamă braziliană, cu înregistrarea nașterii la o ambasadă sau consulat brazilian;
- Un cetățean străin care trăind în Brazilia a aplicat pentru și obținut cetățenie braziliană.

Conform Constituției, toți oamenii care dețin cetățenie braziliană sunt egali, indiferent de rasă, etnie, sex sau religie.
Un cetățean străin poate aplica pentru cetățenia braziliană după ce a locuit cel puțin 4 (patru) ani consecutiv în Brazilia și poate vorbi limba portugheză. Un nativ din alte țări cu portugheza drept limbă oficială (Portugalia, Angola, Mozambic, Capul Verde, São Tomé și Príncipe, Guineea Bissau și Timorul de Est) poate cere cetățenie braziliană după doar un an 1 de trai neîntrerupt în Brazilia. Un cetățean de origine străină care a obținut cetățenia braziliană are exact aceleași drepturi și obligațiuni ca și un cetățean brazilian nativ (prin naștere), cu excepția că nu poate ocupa unele funcții speciale, cum ar fi cea de președinte, vicepreședinte, ministru al apărării, speaker al senatului sau Casei Reprezentativilor, ofițer al Forțelor Armate și diplomat.
Conform Constituției Braziliei, portughezii au un statut special în Brazilia. Articolul 12, paragraful întâi stipulează că cetățenii Portugaliei cu reședință permanentă în Brazilia au aceleași drepturi pe care le au și brazilienii, cu excepția prerogativelor constituționale ale brazilienilor nativi.

## Prezentare generală
Brazilienii sunt în mare parte descendenți ai coloniștilor și emigranților post-coloniali (în special europeni), ai sclavilor africani și ai aborigenilor brazilieni. Majoritatea imigranților care au venit în Brazilia, între anii 1820 și anii 1970, sunt portughezi, italieni, spanioli și germani, dar și un număr semnificant de japonezi și libanezi.
Când portughezii au venit în America de Sud în secolul al XVI-lea, Brazilia era populată de circa 2,4 milioane de amerindieni din sute de tribuir diferite, care trăiau aici încă din pleistocen. Din 1500 până la obținerea independenței țării în 1822, Brazilia a fost colonizată de circa 724.000 de portughezi, preponderent bărbați.
Între 1820 și 1975, 5.686.133 de imigranți au intrat în Brazilia, marea majoritate fiind europeni.
Institutul Brazilian de Geografie și Statistică (IBGE) clasifică populația braziliană în cinci categorii: brancos (albi), negros (negri), pardos (micști), amarelos (asiatici/galbeni) și índios (amerindieni), în baza culorii pielii sau a rasei. Ultimul recensământ arată că Brazilia are c. 91 de milioane de albi (brazilieni albi), 79 de milioane de persoane multirasiale (pardo), 14,7 milioane de negri (brazilieni negri), 2-4 milioane de asiatici (brazilieni asiatici) și 817.900 de indigeni (amerindieni).
| Culorea pielii sau rasă | % (valori rotunjite) | % (valori rotunjite) |
| Culorea pielii sau rasă | 2000                 | 2008                 |
| ----------------------- | -------------------- | -------------------- |
| Albi                    | 53.74%               | 48.43%               |
| Negri                   | 6.21%                | 6.84%                |
| Micști                  | 38.45%               | 43.80%               |
| Asiatici (de est)       | 0.45%                | 1.1%                 |
| Amerindieni             | 0.43%                | 0.28%                |
| Nedeclarată             | 0.71%                | 0.07%                |

## Albi
Albii constituie majoritatea populației Braziliei pe criterii rasiale. Brazilia are a doua cea mai numeroasă populație albă din ambele Americi în cifre absolute (după Statele Unite) și cea mai numeroasă din America de Sud și emisfera sudică, cu circa 91-100 de milioane de oameni albi. De asemenea, populația braziliană albă constituie a treia cea mai numeroasă populație albă din lume în cadrul unei națiuni în cifre absolute, după SUA și Rusia.
| Regiune                  | Procentaj |
| ------------------------ | --------- |
| Brazilia de Nord         | 23.5%     |
| Brazilia de Nord-Est     | 28.8%     |
| Brazilia Central-Vestică | 50.5%     |
| Brazilia de Sud-Est      | 55-58 %   |
| Brazilia de Sud          | 78%       |